# Fianarantsoa
Fianarantsoa je město na Madagaskaru. V roce 2018 zde žilo 191 776 obyvatel. Je hlavním městem regionu Haute Matsiatra. Bylo založeno v 19. století, přičemž název města v překladu znamená "dobré vzdělání"; město je kulturním a vzdělávacím centrem celého ostrova Madagaskar. 
Od roku 1972 ve městě sídlí univerzita. Vedle toho je město typické pro svou produkci vinné révy. Město leží v nadmořské výšce asi 1 200 metrů nad mořem asi 411 kilometrů od Antananariva, hlavního města země, a dále 192 kilometrů od města Ihosy a 518 kilometrů od města Toliara. Městem protékají dvě menší řeky (Mandranofotsy a Tsiandanitra). Centrum města vybudované zejména v 19. století se nese v novorámánském slohu. V roce 1935 byla ve městě otevřena také železnice. 

## Galerie

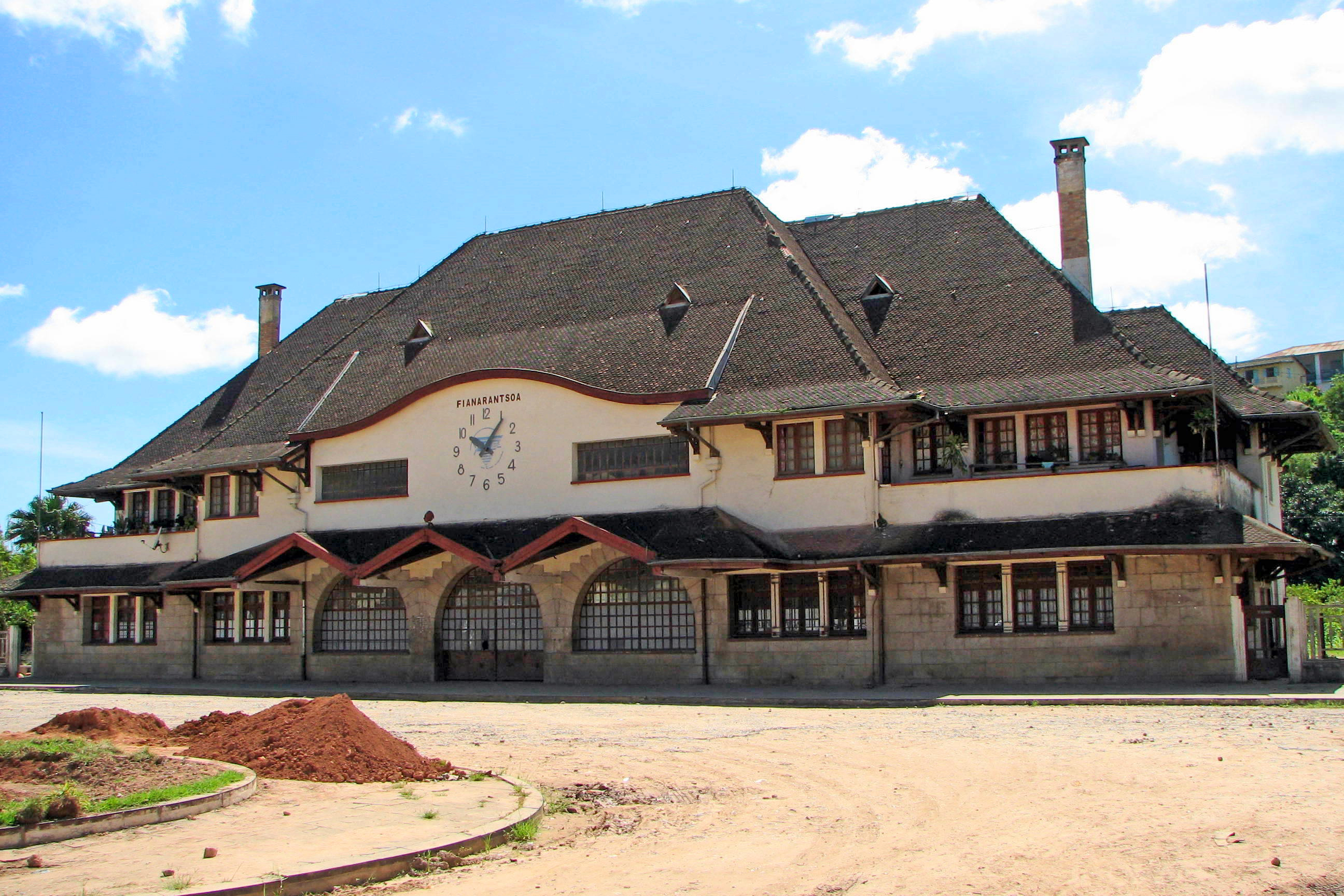
Místní nádraží
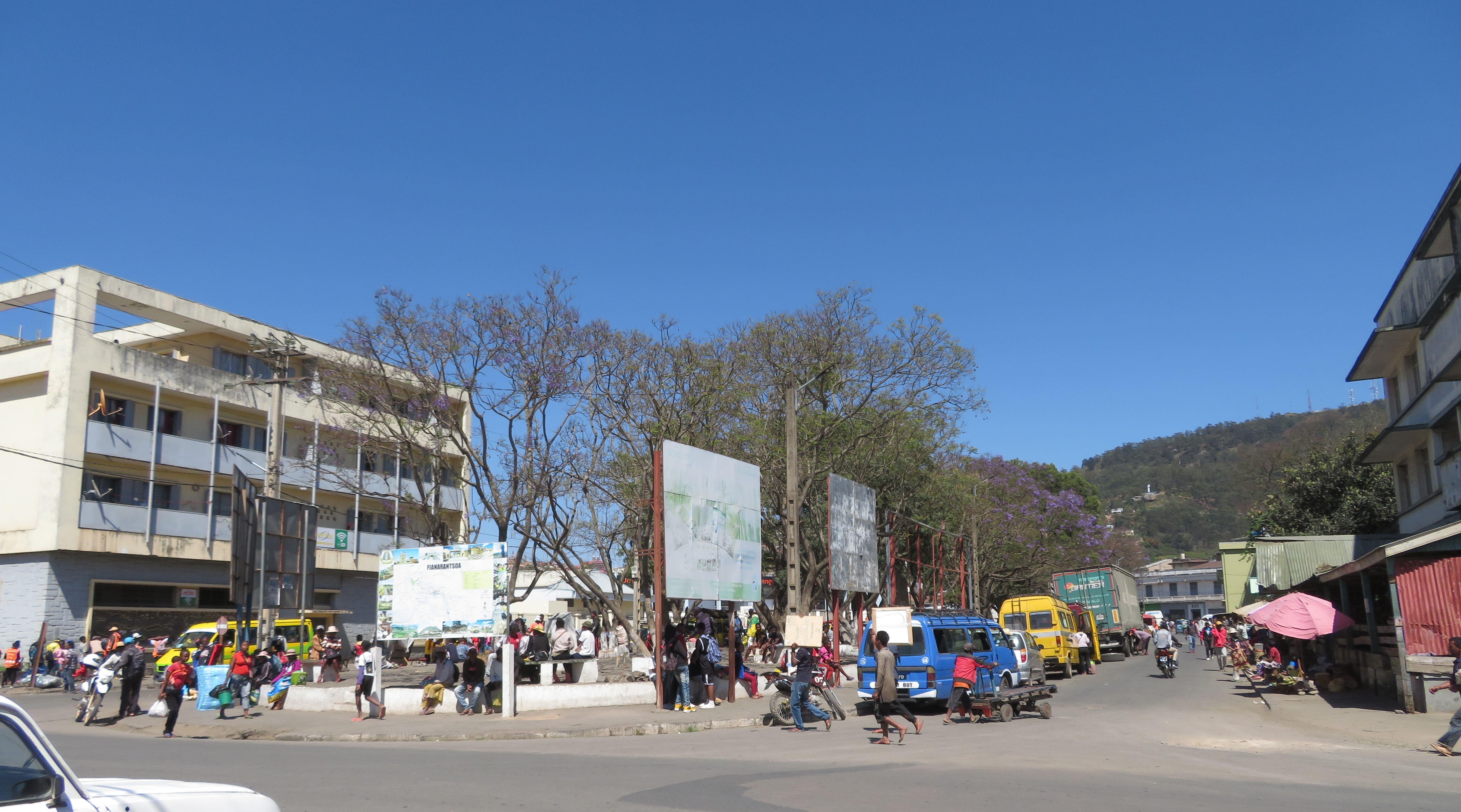
Place de la Gare
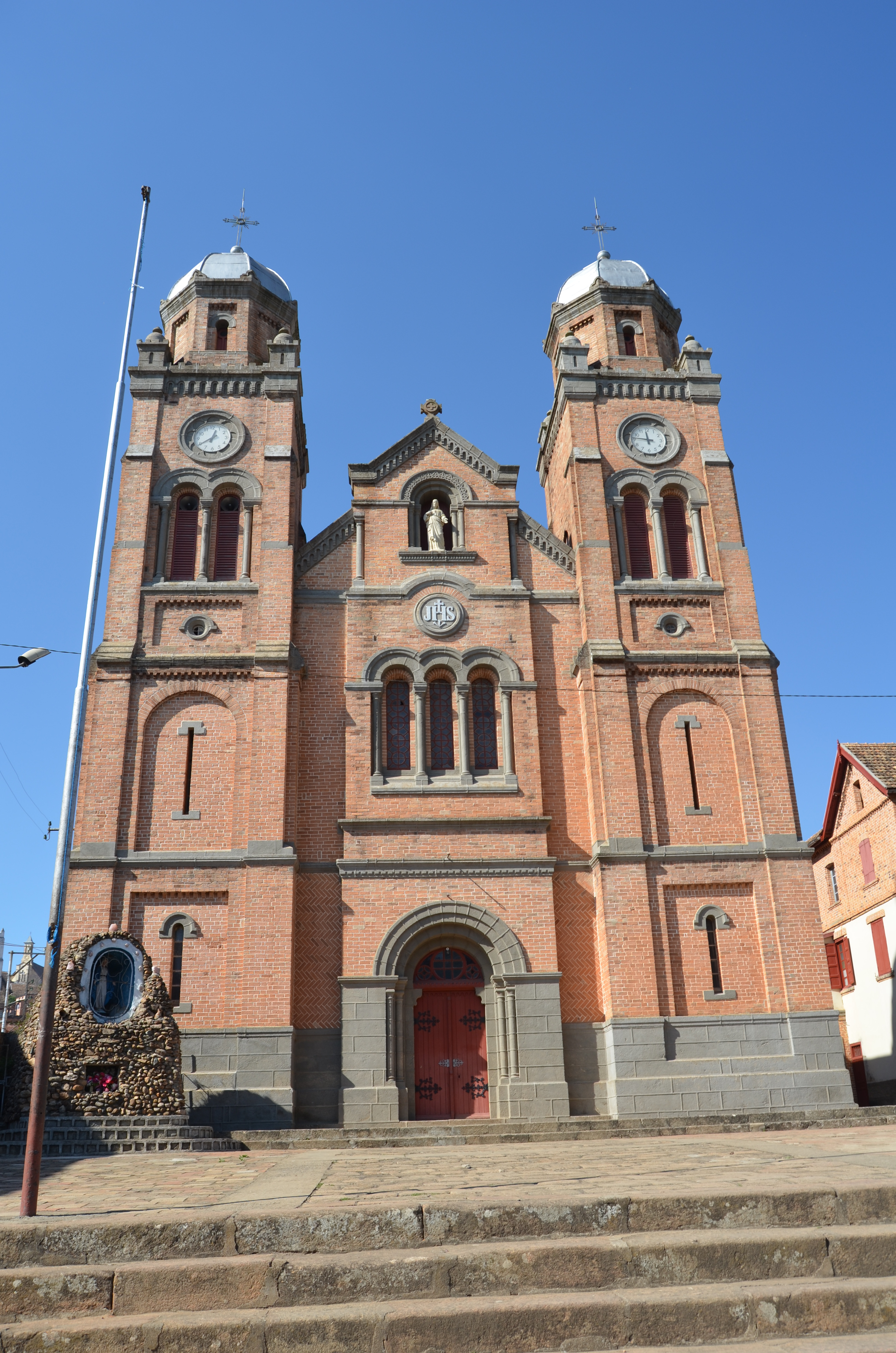
Katedrála
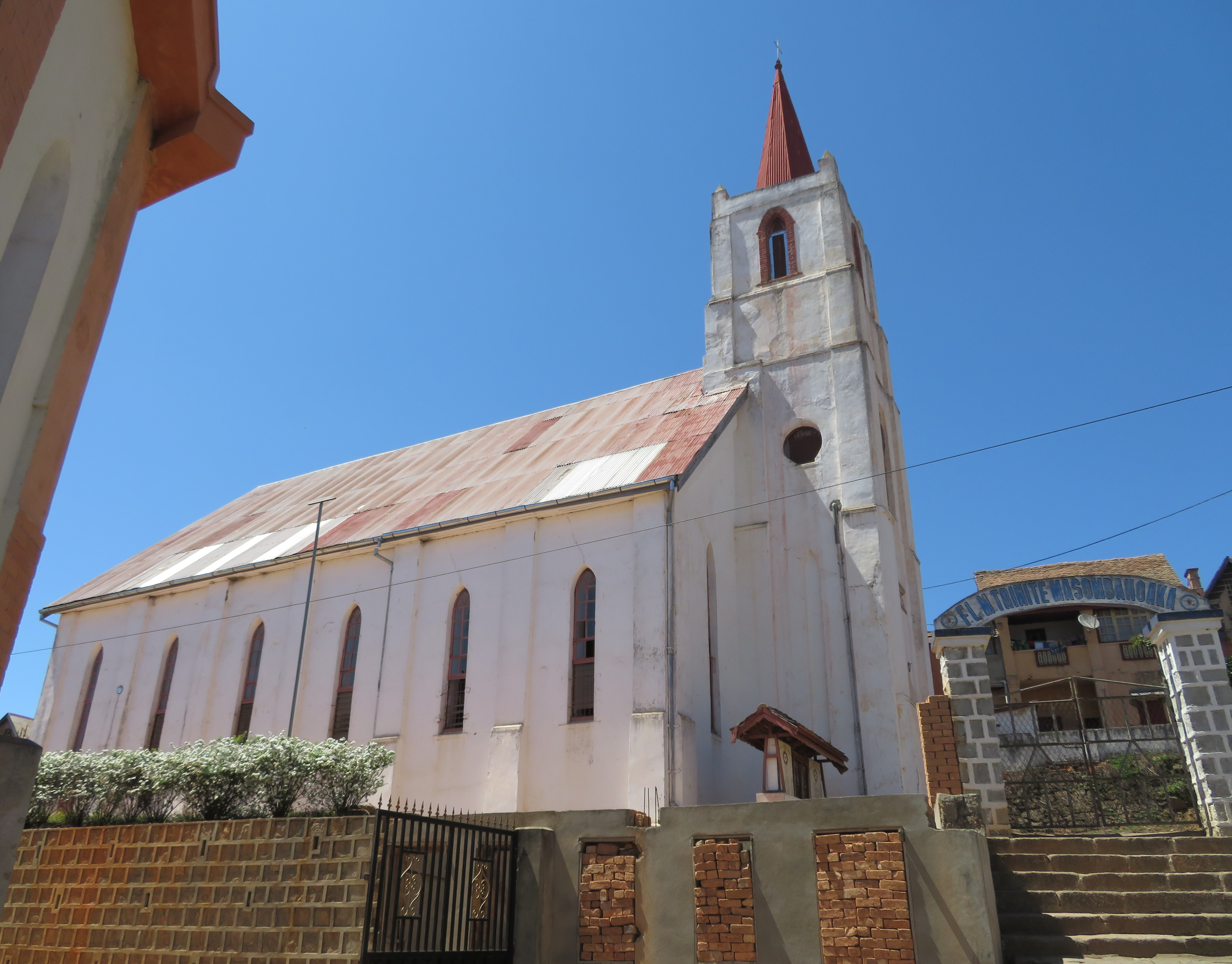
Eglise Trinité